# Hermann Achmüller

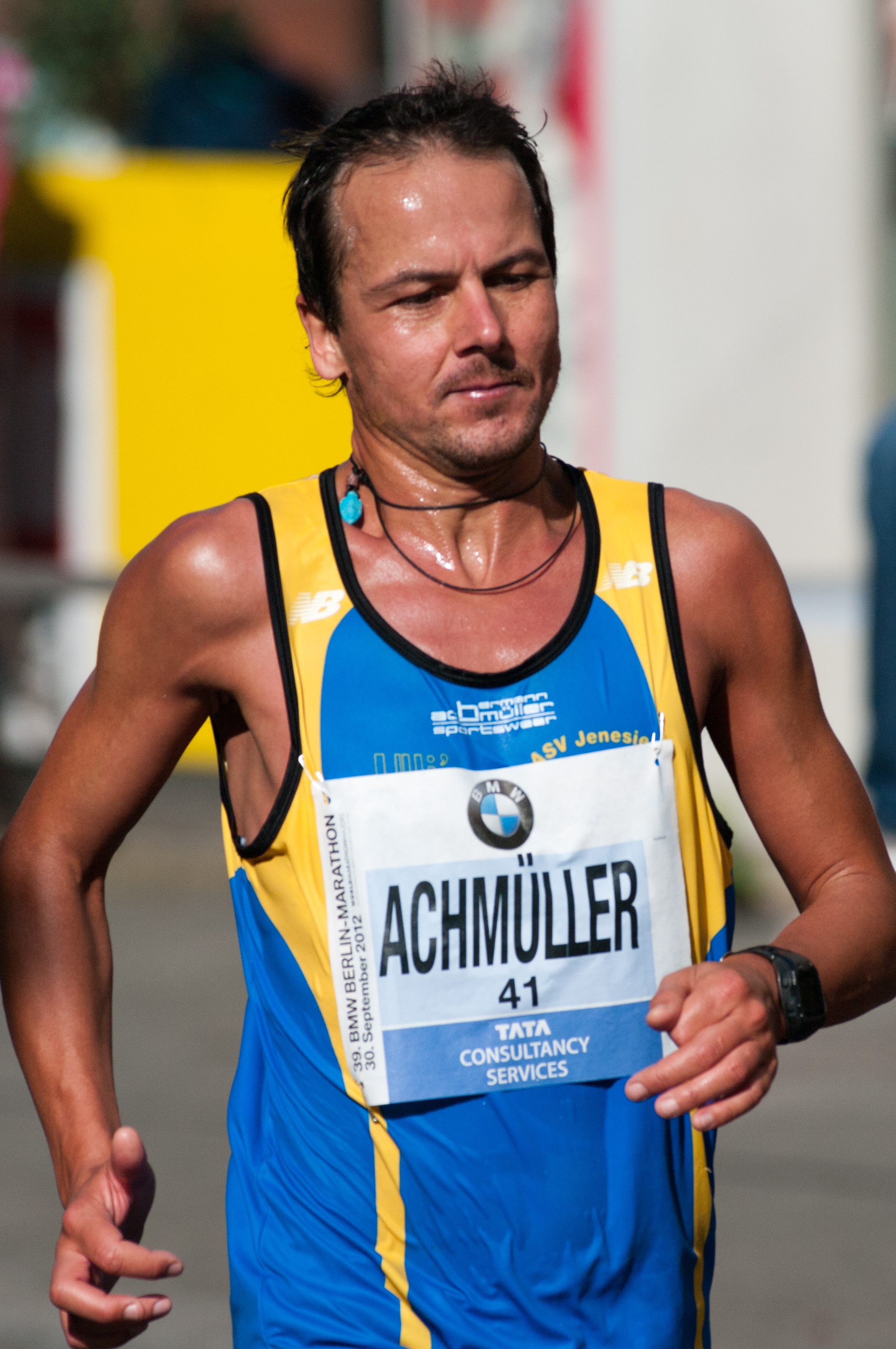
Hermann Achmüller beim Berlin-Marathon 2012

Hermann Achmüller (* 17. Februar 1971 in Bruneck) ist ein italienischer Langstreckenläufer und derzeit einer der erfolgreichsten Südtiroler Leichtathleten.

## Werdegang
Bekannt wurde er dem Publikum durch seine Dienste als Tempomacher für Eliteläuferinnen beim Berlin-Marathon, wo er 2001 Naoko Takahashi zum damaligen Frauenweltrekord (2:19:42 h), 2004 Yōko Shibui zum japanischen Rekord (2:19:39 h), 2014 und 2015 Anna Hahner bei ihren Läufen in der deutschen Hauptstadt begleitete.
2004 siegte er gemeinsam mit seinem Landsmann Reinhard Harrasser beim Südtirol-Marathon in 2:19:26 h. Im Jahr darauf stellte er mit einem 25. Platz beim London-Marathon seine persönliche Marathonbestzeit von 2:18:56 h auf und gewann den München-Marathon, nachdem er dort im Jahr zuvor das Tempo für den ebenfalls siegreichen Harrasser gemacht hatte.
2005 gewann er den München Marathon, 2006 beim Vienna City Marathon den Halbmarathonwettbewerb.
2007 wurde er als Zweiter des Jungfrau-Marathons Vizeweltmeister bei den World Long Distance Mountain Running Challenge, nur geschlagen von Jonathan Wyatt, der seinen sechsten Weltmeistertitel holte. Nur zwei Wochen danach holte er sich den Sieg beim Verona-Halbmarathon.
2008 erreichte er mit dem Sieg beim 16. Jungfrau-Marathon den bisher größten Erfolg seiner Karriere. Mit seinen 2:19:42 h beim Berlin-Marathon nur 3 Wochen später unterstrich er erneut seine ausgezeichnete Form.
2009 war er abermals als Tempomacher tätig und führte Andrea Mayr bei ihrer Marathonpremiere zum österreichischen Rekord (2:30:42 h). Beim Jungfrau-Marathon kam er in diesem Jahr auf den vierten Platz.
2010 wurde er Zweiter beim München Marathon, Fünfter beim Treviso-Marathon sowie Fünfter beim Jungfrau-Marathon und gewann die Premiere des Brixen-Marathons. 2011 und 2012 trug er sich erneut in die Siegerliste des Brixen-Marathons ein.
2011 wurde er Zweiter des Big Sur Marathon in Kalifornien und gewann dabei die Wertung „Boston 2 Big Sur“, bei der die Marathons von Boston und Big Sur zählen.
2013 gab er sein Debüt als Ultraläufer bei traditionellen „100km del Passatore“ von Florenz nach Faenza, mit 6:58:01 h und dem 3. Gesamtrang verbesserte er auf Anhieb den 30 Jahre alten Südtiroler Landesrekord. 2014 führte er bis km 94 das Traditionsrennen an wurde aber kurz vor dem Ziel noch vom 3-maligen Weltmeister Giorgio Calcaterra abgefangen und beendete das Rennen an 2. Stelle.
Beim Boston-Marathon am 15. April 2013 erlebte er den schwärzesten Tag seiner Karriere. Beim Boston-Marathon wurden zwei Bombenanschläge verübt. Dabei wurden drei Menschen getötet und über 260 Personen teilweise schwer verletzt.
2014 gab es nach dem 2. Platz bei den "100km del Passatore" die erste Einberufung ins italienische Ultra-Marathon-National-Team, für das er bei der WM in Doha mit seinem 24. Platz das Debüt gab.
2015 holte er sich mit der italienischen Mannschaft den Vizeweltmeistertitel bei der 100-km-WM in Winschoten.
2016 gelang ihm bei den "cento km seregno" der erste Sieg bei einem 100-km-Rennen.
2017 lief er zu seinem 20-jährigen Laufjubiläum alle 6 World Marathon Majors (Tokyo, Boston, London, Berlin, Chicago und New York) in einem Jahr.
2018 gelang ihm bei den Bieler Lauftagen der Sieg über die 100-km-Distanz.
Seine sechs Siege und drei zweiten Plätze beim Reschenseelauf, Südtirols größter Laufveranstaltung, brachten ihm den Namen „König vom Reschensee“ ein.